# 日本スイムスーツ協会
日本スイムスーツ協会（にほんスイムスーツきょうかい、Japan Swimsuit Association（略称JSA））は、水着メーカーなどで構成する、水着の商品開発、商品提供を目的とした日本で唯一の水着協会団体である。
2002年（平成14年）9月25日、それまで別れて活動をしていた東京スイムスーツ協会、西日本スイムスーツ工業協同組合および各水着メーカーが参加して発足した。
2013年3月現在は9社が加盟している。

## 加盟会社
- エイプリル
- クリエイトファッション
- 東レ・ディプロモード
- シーズン
- シュリーヌ
- トータスイレブン
- ドリーム
- ニッキー
- ブラックシャーク

## JSA水着キャンペーンガール
- 初代（2005年）：杉浦加奈
- 2代目（2006年）：吉田きみえ
- 3代目（2007年）：薗田杏奈
- 4代目（2008年）：一双麻希
- 5代目（2009年）：村松彩乃
- 6代目（2010年）：山田美菜子
- 7代目（2011年）：苫米地玲奈
- 8代目（2012年）：佐々木華奈
- 9代目（2013年）：矢萩春菜
- 10代目（2014年）：垣花理乃
- 11代目（2015年）：横町ももこ
- 12代目（2016年）：島田七実[1]
- 13代目 (2018年)  : 相沢菜々子